# Virginio Bordino
Pour les articles homonymes, voir Bordino.
Virginio Bordino, parfois Virgilio Bordino, né à Turin le 27 octobre 1804 et mort à Florence le 9 mai 1879, est un militaire italien du corps du génie de l'Armée royale italienne, surtout connu comme inventeur.
Virginio  Bordino est connu pour être un pionnier de l'histoire de l'automobile. En effet entre 1852 et 1854, il a réalisé une calèche et un landau à vapeur ce dernier conservé au Musée de l'Automobile de Turin. Il s'agit des premiers exemplaires de véhicules routiers motorisés construits en Italie Virgilio Bordino a aussi laissé des travaux en architecture comme les colonnes de l'église Gran Madre di Dio.

## Biographie
Virginio Bordino est entré à l'âge de douze ans à l'Accademia Reale di Torino (it), commençant en 1823 une carrière en tant qu'officier dans le corps d'armée du génie.
Parmi ses réalisations figurent des projets d'architecture comme la prescription d'un drainage autour du Sanctuaire de Vicoforte afin d’empêcher l'infiltration par capillarité dans les murs.
En 1834, promu au grade de capitaine, il est envoyé au Royaume-Uni afin de prendre connaissance des nouvelles technologies de propulsion à vapeur et en étudier les applications sur le plan militaire. Il rentre en Italie en 1835, et s'attelle à la construction d'une locomotive à Vapeur.
En 1836, pendant la construction de l'église Gran Madre di Dio de Turin, Bordino applique sa méthode afin de transporter et placer entières les colonnes de granit sur le fronton, mesure jugée impossible pour les architectes contemporains qui en préconisaient le tronçonnages .
Après la Première guerre d'indépendance italienne, Bordino, promu entre-temps au grade de colonel, est chargé de poursuivre le développement de véhicules routiers à vapeur. En 1852, utilisant les composants de sa locomotive, il réalise un calèche trois roues à vapeur. Deux années plus tard, il construit un landau quatre roues, modèle conservé au Musée de l'automobile à Turin. En 1859, Bordino brevette deux autres véhicules, un auto-train à usage public et une locomotive routière privée.
À partir de 1862 et après s'être congédie de l'armée avec le grade de Lieutenant-général, Bordino étudie l'application à un véhicule à chenille afin de permettre le déplacement sur des terrains accidentés, mais il meurt en 1879 et l'invention ne sera effective qu'au début des années 1900.

## Le landau à vapeur

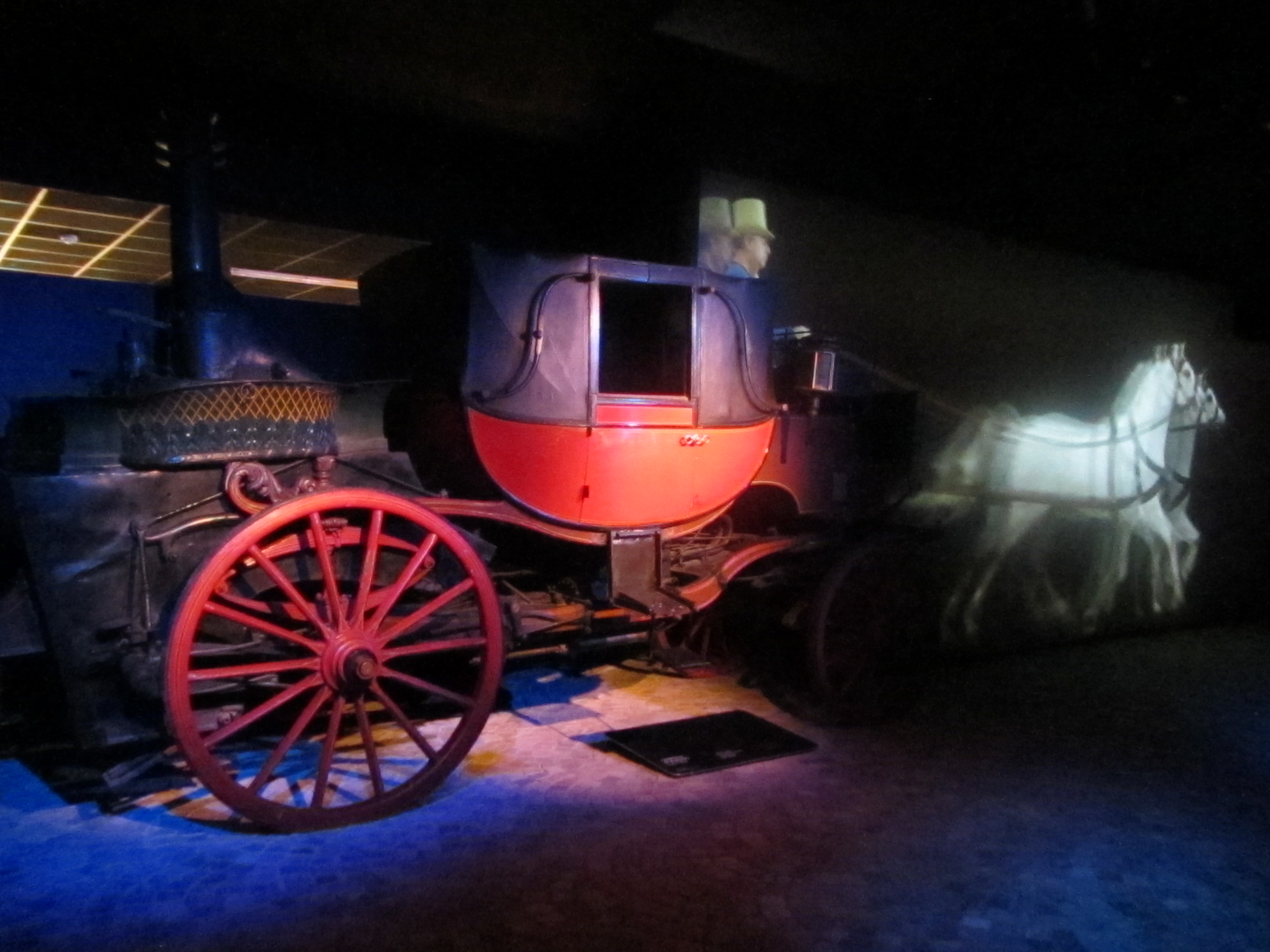
La voiture de Bordino, montage où les chevaux « disparaissent » remplacés par un moteur à vapeur.

Le véhicule est construit par Bordino en 1854, à l'Arsenale Militare di Torino. Pour la réalisation, Bordino prend pour base un landau, dont il renforce la structure et les roues afin de le motoriser. Un générateur de vapeur à 38 tubes est installé derrière le siège conducteur   . Le générateur est alimenté par du charbon, et le moteur à deux cylindres horizontaus est logé face à l'axe postérieur. La force générée est transmise par un vilebrequin et un mécanisme de bielles. Un siège destiné au Chauffeur de la machine à vapeur est placé derrière le générateur et le moteur.
Quatre réservoirs d'eau sont placés sous les sièges. Le landau en outre est équipé d'une suspension à double ressort et d'un système de direction à crémaillère, breveté en 1859, basato sull'uso di un quadrilatero articolato di tipo Ackermann.
Le véhicule terminé pèse 3 000 kg. et  atteint la vitesse  6–8 km/h. Le charbon transporté, environ 60 kg permettait une autonomie de deux heures environ.
Le véhicule de Bordino parcourt les rues de Turin jusqu'en 1865. puis parvient à l' École polytechnique de Turin qui le rétrocède  au Musée de l'Automobile de Turin où il est exposé.
Virginio Bordino est enterré au Cimetière monumental de Turin.

## Source de traduction
- (it) Cet article est partiellement ou en totalité issu de l’article de Wikipédia en italien intitulé « Virginio Bordino » (voir la liste des auteurs).